# آبشار مرادیه

آبشار مرادیه (به ترکی استانبولی: Muradiye Şelalesi)

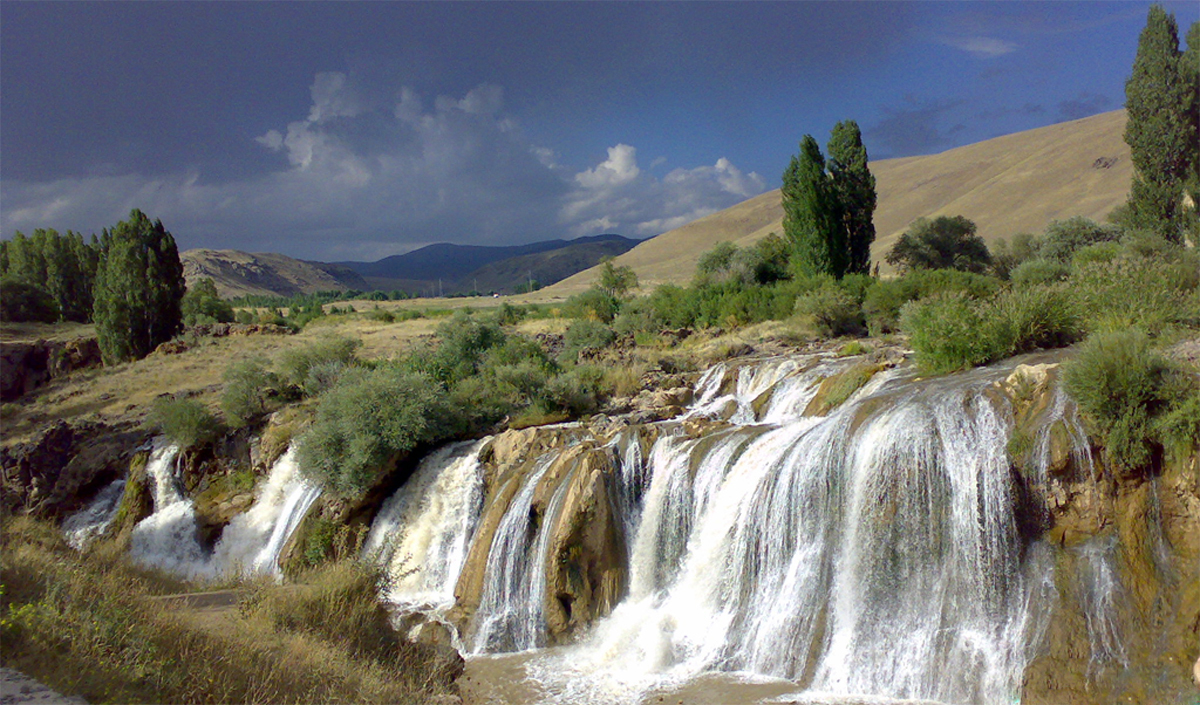
آبشار مرادیه در ۸۸ کیلومتری شمال شهر وان

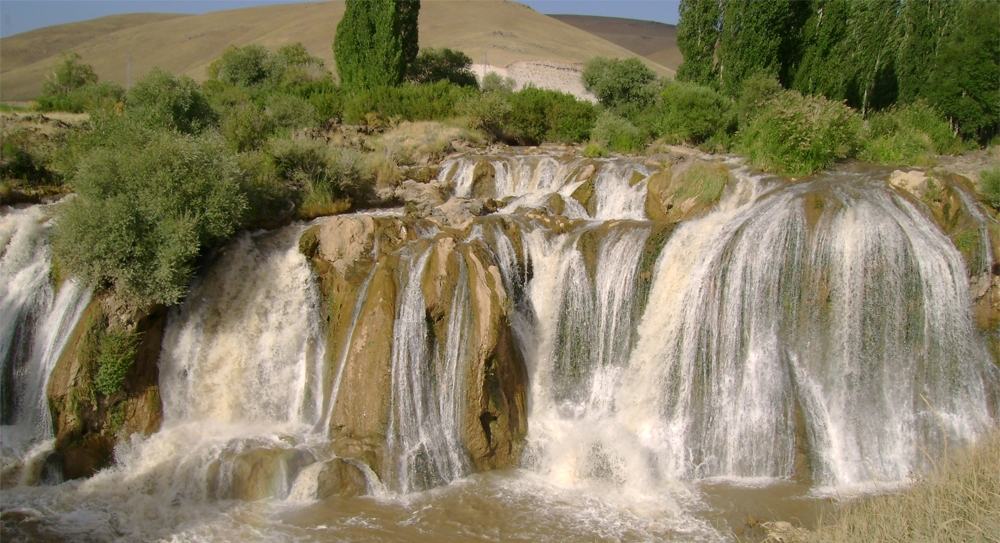
آبشار مرادیه

در ۸۸ کیلومتری شمال شهر وان ترکیه آبشار زیبای مرادیه قرار دارد.

## منبع
رایزنی فرهنگی و توریستی سفارت ترکیه در ایران 